# الحدج (سيئون)

تعديل مصدري - تعديل

الحدج هي إحدى قرى عزلة سيئون بمديرية سيئون التابعة لمحافظة حضرموت، بلغ تعداد سكانها 123 نسمة حسب تعداد اليمن لعام 2004.